# Publio Salvio Juliano (cónsul 175)
Publio Salvio Juliano  fue un político romano del siglo II que desarrolló su cursus honorum bajo los reinados de los emperadores Antonino Pío, Marco Aurelio y Cómodo.

## Familia
Salvio era el hijo del jurista Salvio Juliano y probablemente estaba relacionado con la familia imperial, ya que su abuelo Lucio Catilio Severo era también el abuelo adoptivo de Marco Aurelio.[cita requerida]

## Carrera pública
En el año 175 fue cónsul ordinario y en 180, a la muerte de Marco Aurelio, estaba al mando de un gran ejército. Lo más probable es que fuera una gobernación proconsular. En consecuencia, es probable que haya servido como legado en la provincia de Panonia Superior, en una de las dos provincias de Moesia, en Capadocia o en Siria Palestina.
Dion Casio informa que poco después de la muerte de Marco Aurelio, Salvio se negó a usurpar el trono de Cómodo por lealtad al emperador fallecido. La Historia augusta informa que el prefecto pretoriano Publio Tarrutenio Paterno fue acusado de haber conspirado contra el emperador al haber comprometido a su hija con el hijo de Salvio como un símbolo de su apoyo político. Finalmente, la conspiración fue expuesta y ambos fueron ejecutados alrededor del año 182.